# 1er juillet en sport
1er juin 1er août
Chronologies thématiques
- Croisades
- Ferroviaires
- Disney

Le 1er juillet (182e jour de l'année ou 183e en cas d'année bissextile) en sport.

## Événements

### XVIIesiècle
- 1700 :
  - (Sport hippique) : réunion de courses hippiques organisée à Saint-Germain-en-Laye en présence de Louis XIV et du roi Stuart d’Angleterre en exil.

### XIXesiècle
- 1880 :
  - (Aviron) : régate universitaire entre Harvard et Yale. Yale s'impose[1].
- 1881 :
  - (Aviron) : régate universitaire entre Harvard et Yale. Yale s'impose[1].
- 1889 :
  - (Tennis /Grand Chelem) : début de la 13e édition du Tournoi de Wimbledon et qui se termine le 13 juillet 1889.

### XXesièclede1901à1950
- 1903 :
  - (Cyclisme) : départ du Tour de France, première édition de cette épreuve.
- 1904 :
  - (Jeux olympiques) : débuts des compétitions sportives des Jeux olympiques d'été de 1904 à Saint-Louis (États-Unis) à l'occasion de l'Exposition universelle.
- 1934 :
  - (Sport automobile) : Grand Prix automobile de France.

### XXesièclede1951à2000
- 1951 :
  - (Formule 1) : quatrième grand prix de F1 de la saison 1951 en France, remporté par Juan Manuel Fangio et Luigi Fagioli sur Alfa Romeo.
- 1956 :
  - (Formule 1) : Grand Prix automobile de France.
- 1960 :
  - (Athlétisme) : John Thomas établit un nouveau record du monde du saut en hauteur à 2,22 mètres.
  - (Tennis) : l'Australien Neale Fraser remporte la finale du Tournoi de Wimbledon contre son compatriote Rod Laver, en quatre sets.
- 1973 :
  - (Formule 1) : Grand Prix automobile de France.
- 1979 :
  - (Formule 1) : Grand Prix automobile de France
- 1980 :
  - (Formule 1) : Grand Prix automobile de France.
- 1995 :
  - (Cyclisme) : départ du Tour de France.
- 2000 :
  - (Formule 1) : Grand Prix automobile de France.

### XXIesiècle
- 2001 :
  - (Formule 1) : Grand Prix de France.
- 2005 :
  - (Boxe) : lors d'un combat dans la catégorie des super-légers aux États-Unis, le boxeur mexicain Martin Sanchez (13 victoires et 10 défaites en professionnel) est mis K.O. à la 9e reprise par le Russe Rustam Nugaev. Hospitalisé à l'issue du combat, à la suite d'un malaise, il meurt à l'hôpital le lendemain, à la suite d'un traumatisme crânien.
- 2007 :
  - (Cyclisme) : à 36 ans, Christophe Moreau (AG2R Prévoyance), après sa récente victoire dans le critérium du Dauphiné Libéré, est sacré champion de France de course en ligne en remportant la course disputée sur un circuit de 237 km autour d'Aurillac. Échappé à 40 km de l'arrivée, il s'impose devant Pierrick Fédrigo (Bouygues Telecom) et Patrice Halgand (Crédit agricole).
  - (Formule 1) : Grand Prix automobile de France.
- 2013 :
  - (Cyclisme sur route/Tour de France) : dans la 3e étape Ajaccio – Calvi, victoire de l'Australien Simon Gerrans au sprint. Le Belge Jan Bakelants conserve le maillot jaune.
- 2017 :
  - (Cyclisme sur route/Tour de France) : départ de la 104e édition du Tour de France qui se déroule jusqu'au 23 juillet 2017, dont la 1re étape a lieu à Düsseldorf en Allemagne et débute par un contre-la-montre individuel de 14 km. C'est le Britannique Geraint Thomas qui s'impose devant le Suisse Stefan Küng et le Biélorusse Vasil Kiryienka.
- 2018 :
  - (Compétition automobile /Formule 1) : sur le Grand Prix automobile d'Autriche qui se dispute sur le Circuit de Spielberg, victoire du néerlandais Max Verstappen qui devance le Finlandais Kimi Räikkönen et l'Allemand Sebastian Vettel qui conserve la tête du classement général.
  - (Cyclisme sur route / Championnats de France) : sur la Course en ligne - élites des Championnats de France de cyclisme sur route qui se déroule autour de Mantes-la-Jolie, victoire d'Anthony Roux, membre de l'équipe Groupama-FDJ qui devance Anthony Turgis de chez Cofidis et Julian Alaphilippe de l'Équipe Quick-Step Floors.
- 2019 :
  - (Tennis /Grand Chelem) : début du Tournoi de Wimbledon qui se déroule jusqu'au 14 juillet 2019.
- 2021 :
  - (Cyclisme sur route /Tour de France) : sur la 6e étape du Tour de France qui se déroule entre Tours et Châteauroux, sur une distance de 160,6 kilomètres, victoire du britannique Mark Cavendish au sprint. Le Néerlandais Mathieu van der Poel conserve maillot jaune.
- 2022 :
  - (Cyclisme sur route /Tour de France) : départ de la 109e édition du Tour de France qui a lieu à Copenhague au Danemark et l'arrivée sera jugée le 24 juillet à Paris, sur l'avenue des Champs-Élysées[2]. Sur la 1re étape qui se déroule autour de Copenhague, sur une distance de 13,2 kilomètres en contre-la-montre individuel, victoire du Belge Yves Lampaert qui revêt le maillot jaune.
- 2023 :
  - (Cyclisme sur route /Tour de France) : départ de la 110e édition du Tour de France qui a lieu à Bilbao en Espagne et l'arrivée sera jugée le 23 juillet à Paris, sur l'avenue des Champs-Élysées. Et sur la 1re étape qui se déroule entre Bilbao et Bilbao, au Pays basque, sur une distance de 182 kilomètres, victoire du Britannique Adam Yates qui termine 4 secondes devant son jumeau Simon Yates et prend le maillot jaune.
- 2024 :
  - (Cyclisme sur route /Tour de France) : sur la 3e étape du Tour de France qui se déroule en Italie entre Plaisance en Émilie-Romagne et Turin dans le Piémont, sur une distance de 229 kilomètres, victoire de l'Érythréen Biniam Girmay au sprint. L'Équatorien Richard Carapaz s'empare du maillot jaune[3].
  - (Tennis /Grand Chelem) : début de la 137e édition du Tournoi de Wimbledon qui se déroule jusqu'au 14 juillet 2024.

## Naissances

### XIXesiècle
- 1860 :  
  - Bob Seddon, joueur de rugby à XV anglais. (3 sélections en équipe nationale). († 15 août 1888).
- 1861 :
  - John Clarkson, joueur de baseball américain. († 4 février 1909).
- 1863 :  
  - Bob Gould, joueur de rugby à XV gallois. (11 sélections en équipe nationale). († 29 décembre 1931).
- 1878 :  
  - William Trew, joueur de rugby à XV gallois. Vainqueur du Tournoi britannique 1900, 1905, 1906, 1908 et 1909 et du Grand Chelem 1911. († 20 août 1926).
- 1887 :
  - Ge Fortgens, footballeur néerlandais. Médaillé de bronze aux Jeux de Stockholm 1912. (8 sélections en équipe nationale). († 4 mai 1957).

### XXesièclede1901à1950
- 1902 :
  - Kisso Kawamuro, cycliste sur route japonais. († ? 1973).
- 1908 :
  - Ed Gordon, athlète de sauts américain. Champion olympique de la longueur aux Jeux de Los Angeles 1932. († 5 septembre 1971).
- 1909 :
  - Emmett Toppino, athlète de sprint américain. Champion olympique du relais 4×100 m aux Jeux de Los Angeles 1932. († 8 septembre 1971).
- 1910 :
  - Glenn Hardin, athlète de haies américain. Médaillé d'argent du 400 m haies aux Jeux de Los Angeles 1932 puis champion olympique du 400 m haies aux Jeux de Berlin 1936. († 6 mars 1975).
- 1914 : 
  - Christl Cranz, skieuse alpine allemande. Championne olympique du combiné aux Jeux de Garmisch-Partenkirchen 1936. Championne du monde de ski alpin du slalom et du combiné 1934 et 1938, championne du monde de ski alpin de la descente et du combiné 1935, championne du monde de ski alpin de la descente, du combiné et du slalom 1937 et 1939. († 28 septembre 2004).
- 1917 : 
  - Georges Boulogne, footballeur puis entraîneur et dirigeant sportif français. Sélectionneur de l'équipe de France de 1969 à 1973. († 23 août 1999).
- 1920 :
  - Harold Sakata, haltérophile puis acteur américain. Médaillé d'argent des -82,5 kg aux Jeux de Londres 1948. († 29 juillet 1982).
- 1924 :
  - Antoni Ramallets, footballeur puis entraîneur espagnol. (35 sélections en équipe nationale). († 30 juillet 2013).
- 1931 :
  - Ștefan Petrescu, tireur roumain. Champion olympique du 25 m pistolet feu rapide aux Jeux de Melbourne 1956. († ? 1993).
- 1940 :
  - Craig Brown, footballeur puis entraîneur écossais. († 26 juin 2023).
- 1941 : 
  - Rod Gilbert, hockeyeur sur glace canadien. († 19 août 2021).
- 1947 : 
  - Kazuyoshi Hoshino, pilote de courses automobile japonais.

### XXesièclede1951à2000
- 1951 :
  - Klaus-Peter Justus, athlète de demi-fond allemand. Champion d'Europe d'athlétisme du 1 500 m 1974.
- 1952 :
  - Steve Shutt, hockeyeur sur glace puis entraîneur canadien.
- 1955 :
  - Vladimir Petrović, entraîneur et joueur serbe de football.
- 1957 :
  - Hannu Kamppuri, hockeyeur sur glace finlandais.
- 1960 :
  - Lynn Jennings, athlète de fond américaine. Médaillée de bronze du 10 000 m aux Jeux de Barcelone 1992. Championne du monde de cross-country individuel 1990, 1991 et 1992.
  - Marie-Luce Waldmeier, skieuse alpine française.
- 1961 :
  - Jean-Claude Colotti, cycliste sur route français.
  - Malcolm Elliott, cycliste sur route puis directeur sportif britannique. Vainqueur du Tour de Grande-Bretagne 1987
  - Carl Lewis, athlète de sprint et de sauts en longueur américain. Champion olympique du 100, 200 et 4×100 m puis de la longueur aux Jeux de Los Angeles 1984, champion olympique du 100 m et de la longueur puis médaillé d'argent du 200 m aux Jeux de Séoul 1988, champion olympique de la longueur et du relais 4×100 m aux Jeux de Barcelone 1992 puis champion olympique de la longueur aux Jeux d'Atlanta 1996. Champion du monde d'athlétisme du 100, du relais 4×100 m et de la longueur 1983 et 1987 puis Champion du monde d'athlétisme du 100 m et du relais 4×100 m 1991. Détenteur du Record du monde du 100 m du 24 septembre 1988 au 14 juin 1991, puis du 25 août 1991 au 6 juillet 1994.
  - Diana Spencer, dite Lady Di, née à Sandringham et morte le 31 août 1997 à Paris, est une aristocrate britannique, membre de la famille royale britannique
- 1964 :
  - Bernard Laporte, joueur de rugby à XV puis entraîneur ainsi que consultant TV et ensuite dirigeant sportif et homme politique français. Sélectionneur de l'équipe de France de 1999 à 2007. Vainqueur des Grand Chelem 2002 et 2004, des Tournois des Six Nations 2006 et 2007 puis de la Coupe d'Europe 2013, 2014 et 2015. Secrétaire d'État chargé des Sports de 2007 à 2009. Président de la FFR depuis 2016.
- 1965 :
  - Carl Fogarty, pilote de moto britannique. Champion du monde de Superbike 1994, 1995, 1998 et 1999. (59 victoires en Grand Prix).
- 1966 :
  - Stéphan Caron, nageur puis consultant TV français. Médaillé de bronze du 100 m aux Jeux de Séoul 1988 et aux Jeux de Barcelone 1992. Médaillé d'argent du 100 m nage libre aux Championnats du monde de natation 1986. Champion d'Europe de natation du 100 m 1985 puis médaillé d'argent du 100 m aux Championnats d'Europe de natation 1987 du relais 4×100 m nage libre et relais 4×100 m 4 nages aux Championnats d'Europe de natation 1989.
- 1967 :
  - Branko Zorko, athlète de fond croate.
- 1968 :
  - Leonid Novitskiy, pilote de rallye-raid russe.
  - Xavier Rohart, régatier français. Médaillé de bronze catégorie star aux Jeux d'Athènes 2004. Champion du monde de voile catégorie star 2003 et 2005.
- 1971 :
  - Aleh Antonenka, hockeyeur sur glace soviétique puis biélorusse.
- 1972 :
  - William Costes, pilote de moto français. Vainqueur des 24 Heures Moto 2000, 2005, 2007 et 2008.
- 1974 :
  - Jefferson Pérez, athlète de marche équatorien. Champion olympique du 20 km marche aux Jeux d'Atlanta 1996 et médaillé d'argent du 20 km aux Jeux de Pékin 2008. Champion du monde d'athlétisme du 20 km marche 2003, 2005 et 2007.
  - Maksim Souchinski, hockeyeur sur glace russe. Champion du monde de hockey sur glace 2008.
- 1975 :
  - Tatyana Tomashova, athlète de demi-fond russe. Médaillée d'argent du 1 500m aux Jeux d'Athènes 2004 et aux Jeux de Londres 2012. Championne du monde d'athlétisme du 1 500m 2003 et 2005. Championne d'Europe d'athlétisme du 1 500m 2006.
- 1976 :
  - Patrick Kluivert, footballeur puis entraîneur et ensuite consultant TV néerlandais. Vainqueur de la Ligue des champions 1995. (79 sélections en équipe nationale).
  - Yoann Poulard, footballeur français.
  - Ruud van Nistelrooy, footballeur néerlandais. (70 sélections en équipe nationale).
- 1977 :
  - Jarome Iginla, hockeyeur sur glace canadien. Champion olympique aux Jeux de Salt Lake City 2002 puis aux Jeux de Vancouver 2010. Champion du monde de hockey sur glace 1997.
- 1978 :
  - Shaun Sowerby, joueur de rugby à XV puis entraîneur sud-africain. Vainqueur de la Coupe d'Europe de rugby 2010 et du Challenge européen 2016. (1 sélection en équipe nationale).
- 1981 :
  - Fernando Garcia, handballeur argentin. (198 sélections en équipe nationale).
- 1982 :
  - Johann Tschopp, cycliste sur route suisse.
- 1983 :
  - Regina Burchardt, volleyeuse allemande. (57 sélections en équipe nationale).
  - Sherif Ekramy, footballeur égyptien. Vainqueur des Ligue des champions de la CAF 2012 et 2013. (27 sélections en équipe nationale).
- 1984 :
  - Grégory Bourillon, footballeur français.
  - Jaysuma Saidy Ndure, athlète de sprint norvégien.
- 1985 :
  - Annike Krahn, footballeuse allemande. Médaillée de bronze aux Jeux de Pékin 2008 puis championne olympique aux Jeux de Rio 2016. Championne du monde de football 2007. Championne d'Europe de football féminin 2009 et 2013. Victorieuse de la Coupe féminine de l'UEFA 2009. (137 sélections en équipe nationale).
  - Chris Perez, joueur de baseball américain.
  - Ben Woodside, basketteur américain.
- 1986 :
  - Tatsuya Fukuzawa, volleyeur japonais. Champion d'Asie et d'Océanie de volley-ball masculin 2009. (120 sélections en équipe nationale).
- 1988 :
  - Ismaïl Al Hammadi, footballeur émirati. (110 sélections en équipe nationale).
  - Sofiane Milous, judoka français. Champion d'Europe 2010.
- 1989 :
  - Nathanaël Berthon, pilote de courses automobile français.
  - Cléopâtre Darleux, handballeuse française. Championne olympique aux Jeux de Tokyo 2020. Médaillée d'argent au mondial de handball féminin 2009, 2011 et 2021 puis championne du monde féminin de handball 2017. Médaillée d'argent à l'Euro 2020. Victorieuse de la Coupe d'Europe des vainqueurs de coupe 2014. (200 sélections en équipe de France).
  - Kent Bazemore, basketteur américain.
  - Daniel Ricciardo, pilote de Formule 1 australien (8 victoires en Grand Prix).
  - Tom-Jelte Slagter, cycliste sur route néerlandais.
- 1990 :
  - Richie Arnold, joueur de rugby à XV australien. Vainqueur de la Coupe d'Europe de rugby à XV 2021. (2 sélections en équipe nationale).
  - James Ennis, basketteur américain.
  - Claudine Meffometou, footballeuse camerounaise. (25 sélections en équipe nationale).
- 1991 :
  - Annalie Longo, footballeuse néo-zélandais. Championne d'Océanie de football 2014. (130 sélections en équipe nationale).
  - Konstantin Mikautadze, joueur de rugby à XV géorgien. Vainqueur des Coupes d'Europe de rugby à XV 2013, 2014 et 2015. (77 sélections en équipe nationale).
  - Mike Muscala, basketteur américain.
  - Laura Weightman, athlète de demi-fond britannique.
- 1992 :
  - Konstantin Kerschbaumer, footballeur autrichien.
- 1993 :
  - Daniel Hoelgaard, cycliste sur route norvégien.
- 1994 :
  - Charles Cooke, basketteur américain.
  - Germán Kessler, joueur de rugby à XV uruguayen. (57 sélections en équipe nationale).
- 1995 :
  - Lucas Chatonnier, régatier français.
  - Élie Gesbert, cycliste sur route français.
  - Clément Orceau, cycliste sur route français.
  - Krzysztof Piątek, footballeur polonais. (27 sélections en équipe nationale).
- 1996 :
  - Ludovic Fabregas, handballeur français. Médaillé d'argent aux Jeux de Rio 2016 puis champion olympique aux Jeux de Tokyo 2020. Champion du monde de handball masculin 2017, médaillé de bronze en 2019 puis d'argent en 2023. Médaillé de bronze à l'Euro 2018 et champion d'Europe 2024. Vainqueur des Ligues des champions 2018, 2021 et 2022. (138 sélections en équipe de France).
- 1997 :
  - Anthony Caci, footballeur français.
  - Simon Guglielmi, cycliste sur route français.
- 1998 :
  - Maxime Bernauer, footballeur français.
  - Boyd Lucassen, footballeur néerlandais.
  - Linda Motlhalo, footballeuse sud-africaine. Championne d'Afrique des nations 2022. (47 sélections en équipe nationale)
  - Jordi Meeus, cycliste sur route belge.
- 1999 :
  - Kanya Fujimoto, footballeur japonais.
  - Matteo Jorgenson, cycliste sur route américain. Vainqueur de Paris-Nice 2024 et À travers les Flandres 2024.

### XXIesiècle
- 2000 :
  - Kiara Fontanilla, footballeuse américano-philippine. (8 sélections avec l'équipe des Philippines)
- 2001 :
  - Evann Guessand, footballeur franco-ivoirien.
  - Mika Mármol, footballeur espagnol.
- 2002 :
  - Hōsei Kijima, footballeur japonais.
- 2004 :
  - Jackson Hopkins, footballeur américain.

## Décès

### XXesièclede1901à1950
- 1948 : 
  - Achille Varzi, 43 ans, pilote de courses moto et pilote de courses automobile italien. (° 8 août 1904).
- 1949 :
  - Raoul de Rovin, 52 ans, pilote de courses automobile et de moto français. (° 9 juillet 1896).

### XXesièclede1951à2000
- 1955 :
  - Marquis Horr, 75 ans, athlète de sprint américain. Médaillé d'argent du disque grec et de bronze du lancer de disque aux Jeux de Londres 1908. (° 2 mai 1880).
- 1965 : 
  - Wally Hammond, 62 ans, joueur de cricket anglais. (85 sélections en test cricket). (° 19 juin 1903).
- 1966 : 
  - William Verner, 83 ans, athlète de demi-fond américain. Médaillé d'argent du 1 500 m et du cross par équipe aux Jeux de Saint-Louis 1904. (° 24 juin 1883).
- 1971 : 
  - Learie Constantine, 69 ans, joueur de cricket puis avocat, journaliste, homme politique et diplomate trinidadien. (18 sélections en test cricket). (° 21 septembre 1901).
- 1973 : 
  - Daniel Rouveyran, 33 ans, pilote de course automobile français. (° 3 septembre 1939).
- 1986 : 
  - Jean Baratte, 63 ans, footballeur puis entraîneur français. (32 sélections en équipe de France). (° 7 juin 1923).

### XXIesiècle
- 2001 :
  - Tony Leswick, 78 ans, hockeyeur sur glace canadien. (° 17 mars 1923).
- 2003 :
  - Élie Fruchart, 80 ans, footballeur puis entraîneur français. (° 8 juillet 1922).
- 2005 : 
  - Gus Bodnar, 82 ans, hockeyeur sur glace puis entraîneur canadien. (° 24 avril 1923).
- 2008 : 
  - Calixte Pianfetti, 82 ans, hockeyeur sur glace puis arbitre français. (° 14 mars 1926).
- 2011 :
  - Willie Fernie, 82 ans, footballeur écossais. (12 sélections en équipe nationale). (° 22 novembre 1928).
  - Bob McCann, 47 ans, joueur de basket-ball américain. (° 22 avril 1964).
  - Jean-Louis Rosier, 86 ans, pilote automobile français. Vainqueur des 24 Heures du Mans 1950. (° 14 juin 1925).
- 2012 :
  - Dennis Eagan, 85 ans, joueur de hockey sur gazon britannique. Médaillé de bronze aux Jeux de Helsinki en 1952. (° 13 août 1926).
- 2013 :
  - Armand Baeyens, 85 ans, coureur cycliste belge. Vainqueur de la 19e étape du Tour de France 1951. (° 22 juin 1928).
  - Ján Zlocha, 71 ans, footballeur tchécoslovaque. (4 sélections en équipe nationale). (° 24 mars 1942).
- 2015 :
  - Robert La Caze, 98 ans, pilote de courses automobile franco-marocain. (° 26 février 1917).
  - Miloslava Misáková, 93 ans, gymnaste tchèque. Championne olympique du concours par équipe aux Jeux de Londres de 1948. (° 25 février 1922).
- 2017 :
  - Ayan Sadakov, 55 ans, footballeur bulgare. (80 sélections en équipe nationale). (° 26 septembre 1961).
- 2023 :
  - Christian Dalger, 73 ans, footballeur puis entraîneur français. (6 sélections en équipe de France). Sélectionneur de l'équipe du Mali de 2002 à 2003. (° 18 décembre 1949).
  - Dilano van't Hoff, 18 ans, pilote automobile néerlandais. (° 26 juillet 2004)